# Glossamia
Glossamia és un gènere de peixos pertanyent a la família dels apogònids.

## Taxonomia
- Glossamia abo (Herre, 1935)[2]
- Glossamia aprion (Richardson, 1842)[3]
- Glossamia beauforti (Weber, 1907)[4]
- Glossamia gjellerupi (Weber & de Beaufort, 1929)[5][6]
- Glossamia heurni (Weber & de Beaufort, 1929)[5]
- Glossamia narindica (Roberts, 1978)[7]
- Glossamia sandei (Weber, 1907)[4]
- Glossamia timika (Allen, Hortle & Renyaan, 2000)
- Glossamia trifasciata (Weber, 1913)[8]
- Glossamia wichmanni (Weber, 1907)[9][10][11][12][13][14][15]